# Феноменална
Феноменална е осмият студиен албум на певицата Анелия. Издаден е от Пайнер на 8 декември 2014 г. и включва 13 песни. Албумът включва колаборации с Илиян, Преслава, Гъмзата, Giorgos Giasemis и The Rook. Съдържа хитовете ѝ „Не исках да те нараня“, „Да ти викна ли такси“, „Искам те, полудявам“, „Няма да съм друга“ и „Феноменална“. 

## Песни
| #  | Песен                                           | Музика                      | Аранжимент                  | Текст                                  | Времетраене |
| -- | ----------------------------------------------- | --------------------------- | --------------------------- | -------------------------------------- | ----------- |
| 1  | Не мога да губя                                 | Haris Kostopoulos           | Diamond Beat Production     | Лиляна Димова                          | 03:26       |
| 2  | Твоя съм                                        | Diamond Beat Production     | Diamond Beat Production     | Росен Димитров                         | 03:18       |
| 3  | Аз и ти                                         | Велислав Драганински        | Велислав Драганински        | Мариета Ангелова                       | 03:50       |
| 4  | Искам те, полудявам                             | Diamond Beat Production     | Diamond Beat Production     | Мариета Ангелова и Лора Димитрова      | 03:03       |
| 5  | Феноменална ft. Гъмзата                         | Diamond Beat Production     | Diamond Beat Production     | Мариета Ангелова                       | 03:02       |
| 6  | Яко ми действаш                                 | Diamond Beat Production     | Diamond Beat Production     | Йордан Ботев                           | 03:21       |
| 7  | Няма да съм друга – дует с Преслава             | Diamond Beat Production     | Diamond Beat Production     | Лора Димитрова                         | 03:19       |
| 8  | Изведнъж – дует с Giorgos Giasemis ft. The Rook | Yannis Fatouros             | Yannis Fatouros             | Мариета Ангелова                       | 03:58       |
| 9  | Виж ме сега                                     | Diamond Beat Production     | Diamond Beat Production     | Лора Димитрова и Георги Милчев – Годжи | 04:07       |
| 10 | Да ти викна ли такси                            | Йорданчо Василковски – Оцко | Йорданчо Василковски – Оцко | Мариета Ангелова                       | 04:03       |
| 11 | Не исках да те нараня – дует с Илиян            | Diamond Beat Production     | Diamond Beat Production     | Георги Милчев – Годжи                  | 03:54       |
| 12 | Предадох те                                     | Diamond Beat Production     | Даниел Ганев                | Лора Димитрова                         | 03:26       |
| 13 | Ksafnika – дует с Giorgos Giasemis ft. The Rook | Yannis Fatouros             | Yannis Fatouros             | Yannis Fatouros                        | 03:56       |

## Клипове
| Видеоклип             | Премиера   | Албум       | Режисьор                   |
| --------------------- | ---------- | ----------- | -------------------------- |
| Яко ми действаш       | 14.06.2012 | Феноменална | Станислав Христов – Стенли |
| Не исках да те нараня | 25.06.2012 | Феноменална | Людмил Иларионов – Люси    |
| Да ти викна ли такси  | 11.09.2012 | Феноменална | Станислав Христов – Стенли |
| Виж ме сега           | 27.12.2012 | Феноменална | Васил Стефанов             |
| Аз и ти               | 12.04.2013 | Феноменална | Станислав Христов – Стенли |
| Искам те, полудявам   | 17.06.2013 | Феноменална | Людмил Иларионов – Люси    |
| Няма да съм друга     | 07.08.2013 | Феноменална | Людмил Иларионов – Люси    |
| Предадох те           | 02.12.2013 | Феноменална | Люси/Георги Марков         |
| Феноменална           | 17.02.2014 | Феноменална | Александър Моллов          |
| Твоя съм              | 09.05.2014 | Феноменална | Николай Нанков             |
| Изведнъж              | 09.06.2014 | Феноменална | Людмил Иларионов – Люси    |
| Не мога да губя       | 30.11.2014 | Феноменална | Людмил Иларионов – Люси    |

## ТВ Версии
| Видеоклип         | Албум       | Програма                                              |
| ----------------- | ----------- | ----------------------------------------------------- |
| Яко ми действаш   | Феноменална |                                                       |
| Виж ме сега       | Феноменална | „Една нощ в Приказките“ 2013                          |
| Няма да съм друга | Феноменална | „Една нощ в Приказките“ 2013                          |
| Не мога да губя   | Феноменална | „Една нощ в Приказките“ 2014, 2015, Нощта на звездите |

## Концерт – „Феноменална“
На 29 ноември 2014 Анелия изнася третия си самостоятелен концерт под съпровода на бенда на Дани Милев в залата – „Sofia Event Center“. 

## Музикални успехи и награди
| Година | Получател               | Награда                                               | Организация    |
| ------ | ----------------------- | ----------------------------------------------------- | -------------- |
| 2012   | „Яко ми действаш“       | Най-харесваният летен хит                             | сп. „Нов фолк“ |
| 2012   | „Не исках да те нараня“ | Фолк класация – „50-те най...“ – 5 поредни седмици    | Signal.bg      |
| 2012   | „Не исках да те нараня“ | Дует на годината                                      | Planeta.tv     |
| 2012   | „Да ти викна ли такси“  | Фолк класация – „Топ видеоклип“ 6 поредни седмици     | Signal.bg      |
| 2013   | „Аз и ти“               | Първо място в класацията на „Планета Топ 20“ за април | Planeta.tv     |
| 2013   | „Няма да съм друга“     | Фолк класация – „50-те най...“ – 6 поредни седмици    | Signal.bg      |
| 2014   | „Феноменална“           | Албум на годината                                     | Planeta.tv     |

## Музикални изяви

### Участия в концерти
- 2 години „Планета HD“ – изп. „Яко ми действаш“ и „Не исках да те нараня“
- 11 години телевизия „Планета“ – изп. „Да ти викна ли такси“ и „Не исках да те нараня“
- Награди на телевизия „Планета“ за 2012 г. – изп. „Виж ме сега“ и „Да ти викна ли такси“
- 12 години телевизия „Планета“ – изп. „Искам те, полудявам“, „Виж ме сега“ и „Няма да съм друга“
- Награди на телевизия „Планета“ за 2013 г. – изп. „Предадох те“, „Искам те, полудявам“ и „Феноменална“
- Турне „Планета Лято“ 2014 – изп. „Искам те, полудявам“, „Феноменална“, „Твоя съм“ и „Изведнъж“
- 13 години телевизия „Планета“ – изп. „Изведнъж“ и „Не мога да губя“
- Награди на телевизия „Планета“ за 2014 г. – изп. „Не мога да губя“ и „Започваме на чисто“